# Tidaholms kyrka
Tidaholms kyrka är en kyrkobyggnad som tillhör Tidaholms församling i Skara stift. Den ligger i Tidaholms kommuns centralort.

## Kyrkobyggnaden
Kyrkan uppfördes 1838-1841 efter ritningar av Överintendentsämbetets arkitekt Fredrik Blom. Den ersatte då Agnetorps medeltida kyrka som låg strax sydost om dagens kyrka. Agnetorps kyrka låg alltså närmare Tidans norra strand än vad dagens kyrka gör. Den nya kyrkan blev samtidigt gemensam kyrka för Agnetorps och  Baltaks socknar och även Baltaks medeltidskyrka kom att rivas i samband med bygget av den nya kyrkan. Den nya gemensamma kyrkan byggdes på initiativ av baronerna Rudbeck och von Essen.
1892 fick tornet sin nygotiska spira men behöll de tidigare murarna under spiran som är i nyklassicistisk stil. En nyklassicistisk tornhuv med lanternin togs alltså bort vid detta tillfälle. Samtidigt byggdes en ny sakristia. Arkitekt för detta projekt var Folke Zettervall.
Våren 2013 skedde det en brand i kyrkobyggnaden. Efter det genomgick delar av kyrkan en stor renovering som avslutades i början av 2014.

## Inventarier
Flera inventarier är bevarade från den gamla medeltida kyrkan.
- Altartavlan, dopfunten och ljuskronan kommer från 1600-talet.
- Altartavlan från 1658 skänktes av friherrinnan Catharina Charlotta Falkenberg.
- På den södra långväggen i vapenhuset finns en del vapen från släkten Papegoja, som tidigare var bosatta på Ramstorps gård i Agnetorps socken.
- Ett epitafium över befallningsmannen Anders Urlander (1649-1719) från Stora Håvens egendom hänger på vapenhusets norra långvägg.
- Predikstolen är från år 1700.
- Väggmålningen i vapenhuset gjordes till kyrkans 100-årsjubileum.
- Tidaholms kyrka har tre kyrkklockor. Lillklockan är från medeltiden, mellanklockan är från 1866 och storklockan är från 1578.

### Orglar
- Den ursprungliga läktarorgeln byggdes av Johan Nikolaus Söderling och installerades 1841. Fasaden i empirestil fanns i huvudsak kvar framför det 1952 av Hammarbergs Orgelbyggeri AB nybyggda verket. Den nuvarande orgeln byggdes 1996 av Grönlunds Orgelbyggeri och har 32 stämmor fördelade på två manualer och pedal samt 1000 Setzer-kombinationer av datoriserad typ. Orgelns klangliga gestaltning är påverkad av franskromantisk tradition.
- Den enmanualiga kororgeln är byggd av Walther Thür och har delade register.
- Det finns även en flygel i koret.

## Bildgalleri

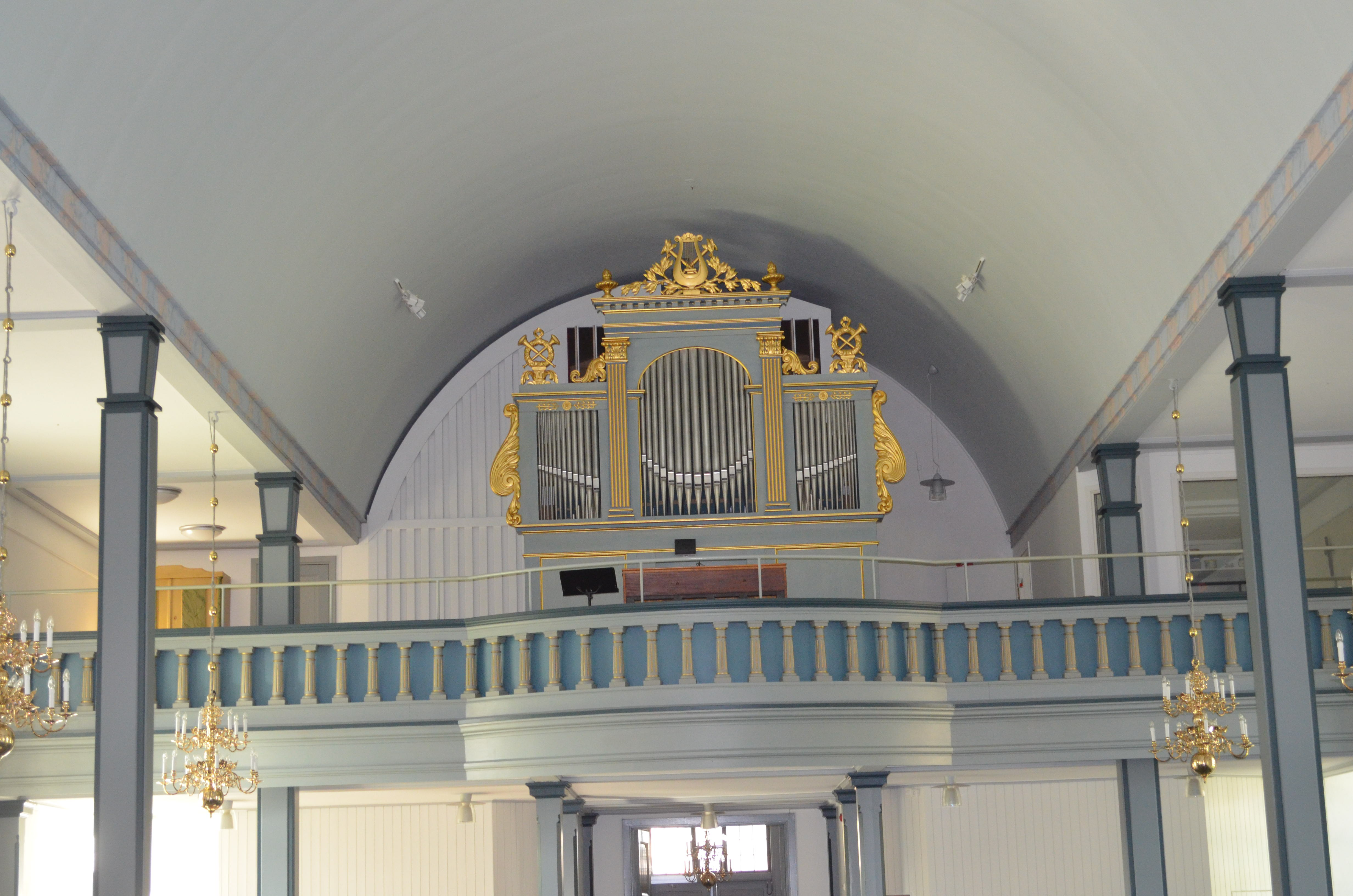
Tidaholms kyrkas kyrkorgel
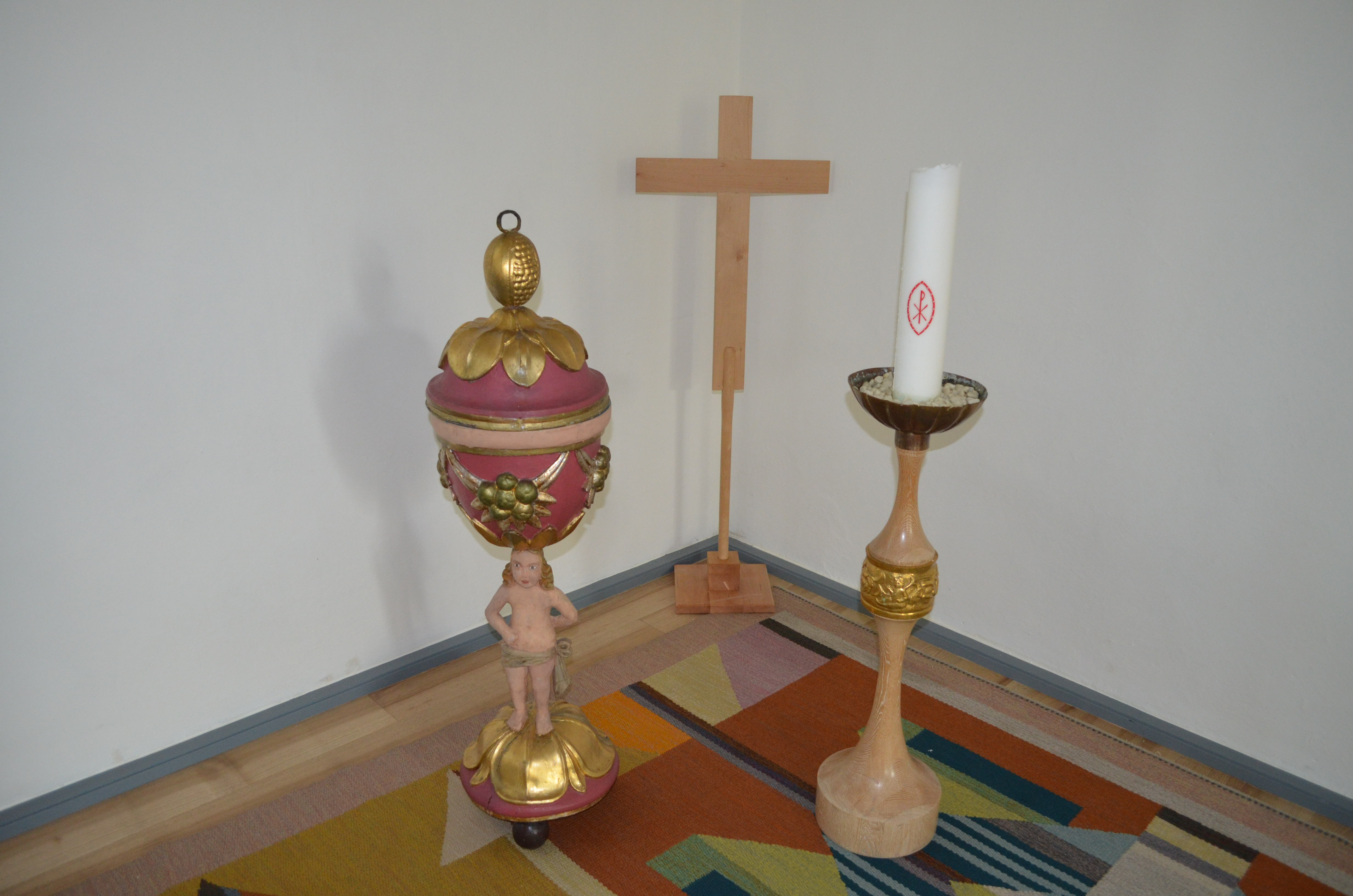
Tidaholms kyrkas dopfunt
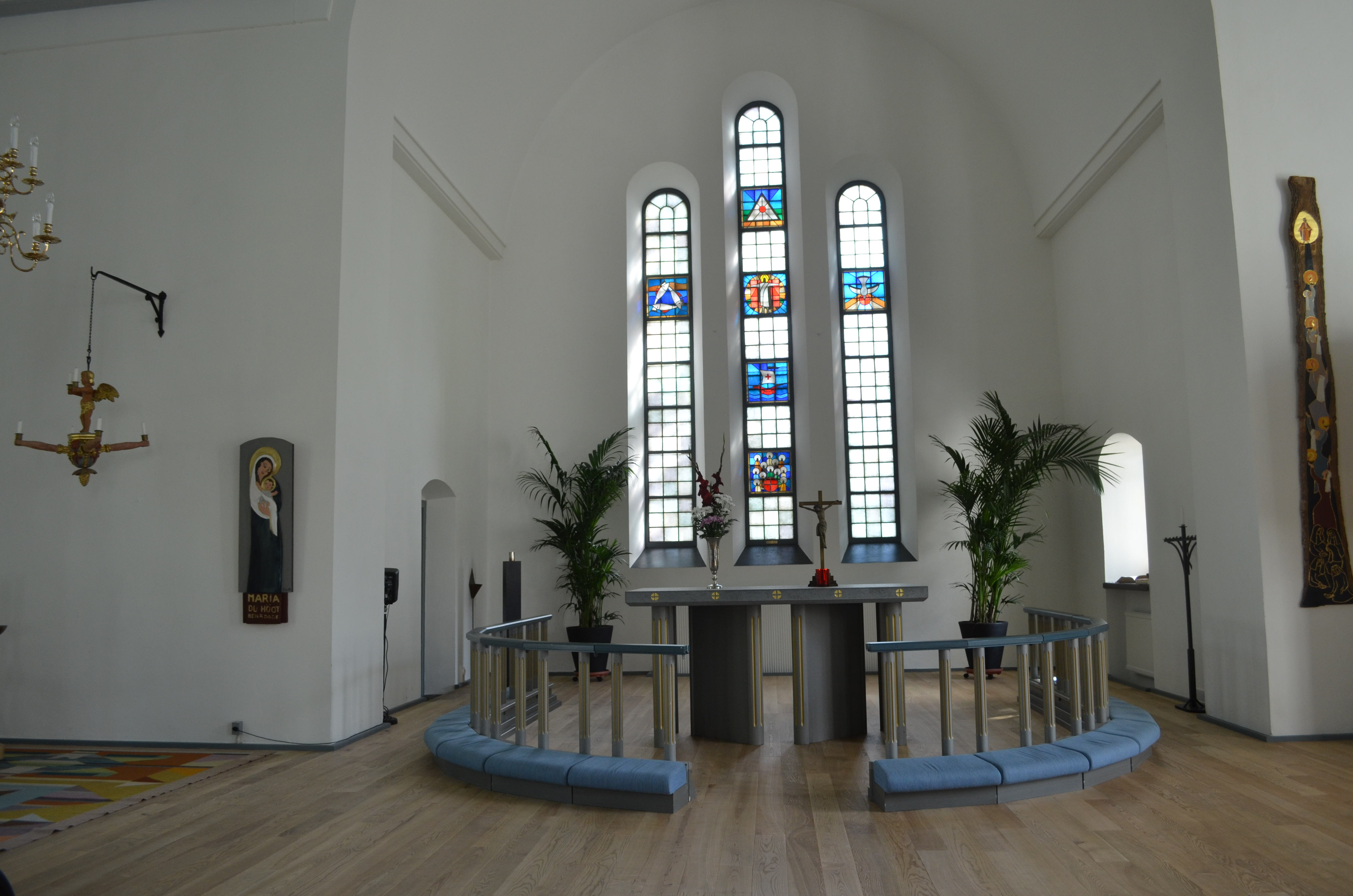
Tidaholms kyrkas altare
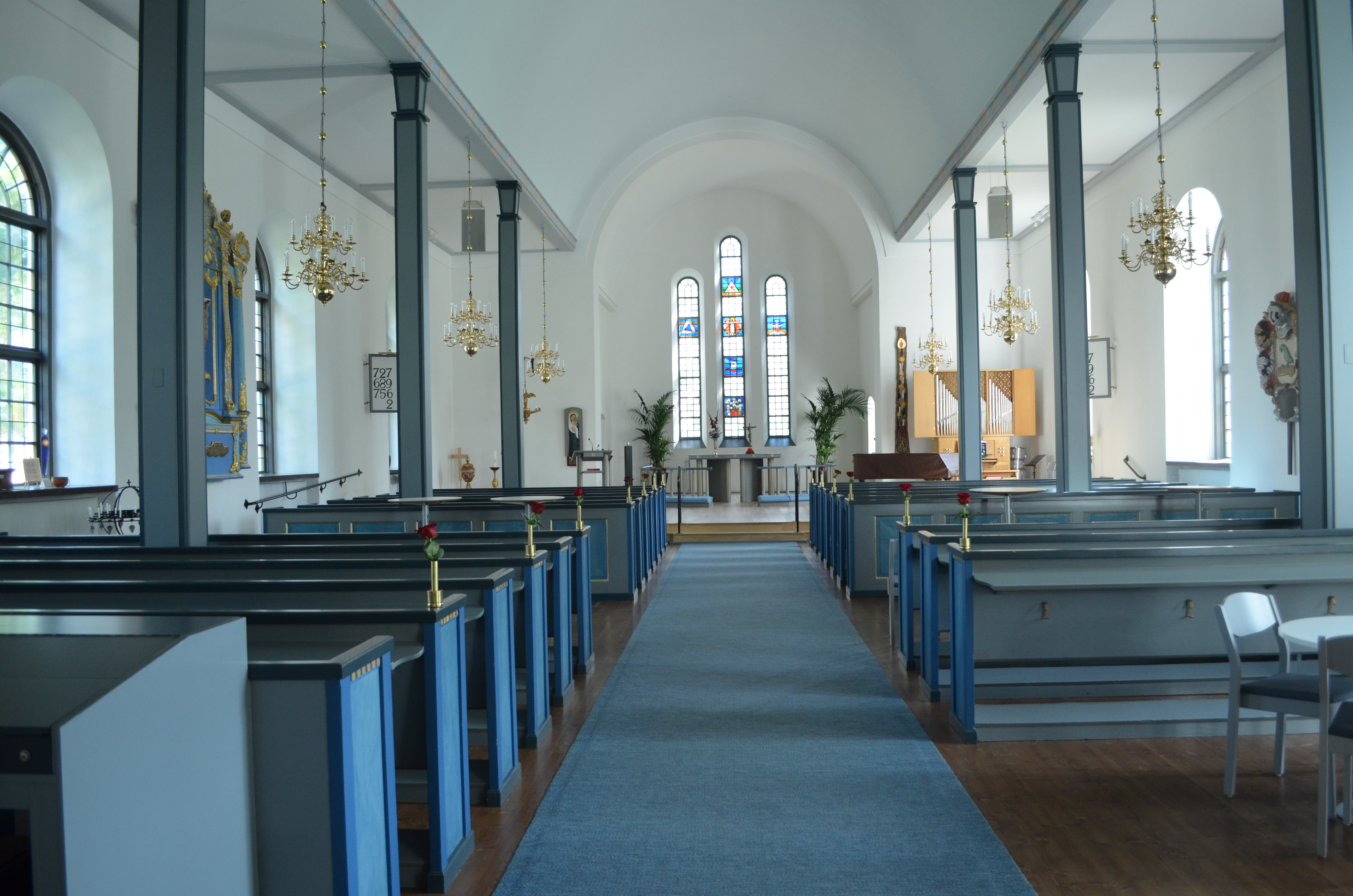
Tidaholms kyrkas kyrksal